# يحيى وهابي
يحيى وهابي (من مواليد 1 أغسطس 1940 سيدي عيسى) هو لاعب كرة قدم جزائري متقاعد لعب كمدافع .
ولد وهابي في سيدي عيسى بالجزائر. بدأ مسيرته الكروية في سن الحادية عشرة مع فريق مسقط رأسه إس إس سيدي عيسى . في سن 16، غادر إلى فرنسا وانضم إلى الأكاديمية في نادي سانت إتيان حيث أصبح محترفًا ولعب حتى سن 22. كما قضى فترة قصيرة مع روان ‏ في موسم 1957-58. في 1 يناير 1963، بعد حصول الجزائر على استقلالها مباشرة، غادر فرنسا وعاد إلى الجزائر والتحق بشبيبة القبايل.
لعب لشبيبة القبايل من عام 1963 حتى عام 1971، مما ساعد الفريق على الصعود من الدرجة الثالثة إلى الدرجة الثانية وفي النهاية إلى الدرجة الأولى. يعتبر من أفضل الأجنحة اليسرى في تاريخ شبيبة القبائل. بعد اعتزاله اللعب، درب فريق الناشئين لشبيبة القبايل لفترة وجيزة قبل أن يترك كرة القدم نهائياً.
استدعى الوهابي لأول مرة للمنتخب الجزائري عام 1956 وهو في سن 16. كان أصغر لاعب في الفريق إلى جانب حسان لالماس.